# دوني المسيا
دوني المسيا (بالإندونيسية: Donny Alamsyah)‏ هو ممثل إندونيسي، ولد في 7 ديسمبر 1978 بجاكرتا في إندونيسيا.

## أعمال

### أفلام
- (2011)  ريدمبشن[5]

## وصلات خارجية
- دوني المسيا على موقع IMDb (الإنجليزية)
- دوني المسيا على موقع أول موفي (الإنجليزية)
- دوني المسيا على موقع قاعدة بيانات الفيلم (الإنجليزية)